# Kuçovë
Kuçovë (forma definida albanesa: Kuçova) es un municipio y villa en el centro de Albania, perteneciente al condado de Berat. El municipio se formó en la reforma territorial de 2015, mediante la fusión de los antiguos municipios Kozare, Kuçovë, Lumas y Perondi, que pasaron a ser unidades administrativas. El ayuntamiento tiene su casa consistorial en la villa de Kuçovë. La población total del municipio es de 31 262 habitantes (censo de 2011), en un área total de 160.23 km². La población en sus límites de 2011 era de 12 654 habitantes. Antiguamente fue capital del distrito de Kuçovë.